# Teleiopsis bagriotella
Teleiopsis bagriotella is een vlinder uit de familie tastermotten (Gelechiidae). De wetenschappelijke naam is voor het eerst geldig gepubliceerd in 1840 door Duponchel.
De soort komt voor in Europa.